# Marcelle Le Gal
Pour les articles homonymes, voir Le Gal.
Marcelle Louise Fernande Le Gal (14 février 1895 - 23 juin 1979) est une mycologue française - Maître de recherches au Muséum d'histoire naturelle de Paris, botaniste, lichénologue, conservatrice et exploratrice française,,,.

## Biographie
Marcelle Le Gal, née Choquart, est une mycologue spécialiste des Discomycètes, née à Amiens où son père, chef de service à la voirie municipale, est aussi un naturaliste expérimenté et un peintre aquarelliste talentueux,,. Sa mère, Alice Gransir, était couturière indépendante.
Élève brillante au lycée d'Amiens, notamment en histoire, géographie et anglais, Marcelle obtient facilement le baccalauréat en 1912. Très tôt passionnée par la nature, insectes et papillons notamment, dont son père avait peint de nombreuses aquarelles, elle s'exerce également à la botanique. Le Jardin de ses parents lui permet dès l'enfance de faire nombre d'observations et l'inventaire des phanérogames qui s'y trouvent.
Elle entre à l'université de la Sorbonne à Paris, pour obtenir une licence ès Lettres en 1915,,. D'abord tentée par une carrière dans l'enseignement, sa parfaite maîtrise de l'anglais lui permet de partir quelques années aux U.S.A. durant la première guerre mondiale ; elle enseigne dans une école privée à New York, avant d'obtenir en 1920 un master of Arts de l'université Columbia,.  Mais à son retour en France, elle réussit au concours d'entrée du ministère du Commerce, où elle entre comme sous-chef de bureau pour deux ans. C'est là qu'elle rencontre le linguiste d'origine bretonne Étienne Le Gal, qu'elle épouse le 25 octobre 1922,,.  Elle collabore à l'œuvre de celui-ci dans la publication d'ouvrages sur la pureté et l'esthétique de la langue française de 1927 à 1961. Marcelle s'exerce également à l'écriture, sous un pseudonyme, de petits « romans pour midinettes » et même un roman policier, toujours sans se prendre au sérieux. Toutefois, elle n'hésite pas à quitter le ministère pour se consacrer pleinement à ces activités à domicile.

### De la mycophagie à la mycophilie...
Marcelle et Étienne s'avèrent être tous deux des mycophages fins gourmets, cuisinant les champignons sauvages qu'ils récoltent dans les forêts de l'Île-de-France. De crainte qu'ils ne s'empoisonnent, Marcelle prend soin de faire confirmer l'identité de leurs récoltes par le laboratoire de cryptogamie du Muséum national d'histoire naturelle,. Elle y fait la connaissance de Roger Heim et le directeur du laboratoire, le Professeur Allorgue lui offre bientôt un poste de vacataire. Peu à peu intriguée et fascinée par les champignons, elle assiste régulièrement aux séances mensuelles et hebdomadaires de la Société mycologique de France, alors hébergée par l'Institut national agronomique, rue Claude Bernard. Le 1er juin 1933, elle est présentée officiellement à la SMF par Maublanc et Monchot. Elle a presque 40 ans quand elle embrasse la carrière de mycologue. 

### Enfin mycologue!
C'est Heim qui lui conseille de se spécialiser dans les discomycètes,. Par la suite, elle prend en charge un service de détermination des champignons au Muséum, tâche qu'elle poursuit le lundi matin, même pendant la seconde guerre mondiale, et dont la tradition se perpétue encore de nos jours à la SMF. 
Elle commence alors de publier une série de notes dans la Revue de mycologie et dans le Bulletin trimestriel de la SMF. Parallèlement, elle commence à rédiger sa thèse de doctorat d'université, concernant la morphologie et la genèse des ornementations sporales chez les Discales operculés, qu'elle soutient le 19 mars 1944 et qui obtient le prix Montagne de l'Académie des sciences. Le 15 juin, elle est nommée chargée de recherches au Centre national de la recherche scientifique, puis maître de recherches en 1957. Jusqu'à sa retraite en 1960, elle est installée au laboratoire de cryptogamie du Muséum ; Ce qui ne l'empêche pas de poursuivre ses travaux de recherche et ses publications,,. 

### Une aquareliste et micrographe hors-pair
Le secret de son succès tient en ceci: Elle était capable d'étudier avec une minutie et une patience peu commune des échantillons d'herbier nationaux ou de collections privées qu'elle se faisait envoyer de tous ses correspondants sur la planète, les comparant un à un, dessinant les menus détails microscopiques de plusieurs centaines de spores et de thèques, à l'oeil et au trait, par report des mensurations, sans chambre claire ni artifice "de remplissage". À cela s'ajoute les recherches bibliographiques les plus fouillées possibles et l'examen de tous les types connus,. 

## Valeur scientifique de ses travaux
Elle a pu mettre en évidence des caractères d'importance taxinomique majeure et publier une monographie presque exhaustive du genre Dasyscypha, débrouiller la systématique de nombreux Galactinia et Aleuria ss. Boudier, puis, avec la collaboration de Mangenot, la seule étude moderne sur le genre particulièrement difficile des Mollisia. Ses recherches sur l'ornementation sporale des Ascomycètes operculés, réalisées avec le simple microscope optique de l'époque, ont été plus tard confirmés par la microscopie électronique à transmission,. 
Elle établit l'intérêt taxinomique des différentes sortes de poils sur la face externe des cupules de certaines espèces, et refondre la classification des Discales operculés proposée par Boudier, créant un groupe intermédiaire entre Operculés et Inoperculés, qu'elle nomma Suboperculés. On lui doit aussi des observations  sur l'origine de la coque sporale colorée des Ascobolées vraies, sur les Ascodesmis, auxquels s'ajoutent les ouvrages déjà mentionnés sur les Discomycètes africains, où le petit nombre des espèces nouvelles est le plus sûr indice de leur valeur,.
Reconnue comme l'une des autorités mondiales en matière de discomycètes,, Marcelle Le Gal fut invitée à siéger à la Commission internationale de nomenclature botanique (International Commission on Botanical   Nomenclature) et, de 1954 à 1957, elle est élue présidente de la Société mycologique de France, la première femme à ce poste, où ses talents d'organisation permettent de résorber le retard considérable  pris par la publication du bulletin trimestriel, et l'assainissement de la trésorerie et du secrétariat,  ; en 1962, elle est désignée à l'unanimité vice-présidente de la British Mycological Society (Société mycologique du Royaume-Uni),, fait sans précédent, à la hauteur de sa réputation internationale.

## Missions à l'étranger
Elle bénéficie de plusieurs missions au Maroc en 1951 en compagnie de G. Malençon, en Tunisie et au Canada en 1959. En Europe, elle se rendit en Italie (1955), en Écosse (Kew 1958), et séjourna en Bretagne pour réaliser une précieuse révision de l'Herbier des frères Crouan. Un voyage en Laponie suédoise lui permet des observations qui émailleront ses publications à venir sur plusieurs années. Des mémoires sur les Discomycètes de Madagascar et du Congo ex belge (Zaïre), basés sur les récoltes de mycologues Belges résidant dans ces pays, comme Mme Goosens-Fontana et Raymond Decary. 
Son époux Étienne meurt en 1972 ; Marcelle est très éprouvée par le choc meurt sept ans plus tard à Salouël, près d'Amiens, le 23 juin 1979.  Tous ceux qui l'ont connue et appréciée ne peuvent être que profondément affectés par sa disparition. 

## Principales publications
Marcelle Le Gal a publié près de quatre-vingt articles et monographies, la plupart relatifs aux discomycètes, non seulement d'Europe, mais aussi basées sur des espèces qu'elle a collectées au Maroc, en Tunisie et au Canada, ou encore qui lui ont été envoyées de Madagascar et du Congo.
Un seul ouvrage de vulgarisation détonne : Promenades Mycologiques (1957), l'un de ses travaux les plus originaux et les plus populaires : il présente notamment une série de dialogues fictifs entre un professeur et son élève, au cours de promenades dans différents habitats,,
Toutefois, l'ouvrage le plus important auquel elle s'était attelée depuis sa retraite, une monographie mondiale des espèces du genre Scutellinia, n'a pas été publiée alors qu'elle était presque achevée en 1972,. La mort de son bien aimé à cette date lui fut un grand choc, sa vue s'altérant brutalement, elle abandonne son herbier et ses notes à Paris pour regagner Salouël où elle meurt d'une complication malheureuse survenue lors de son opération de la cataracte,.
- 1936. Heim, R. et Le Gal, M. Un genre nouveau néerlandais d'Ascobolacés, Paris : Laboratoire de cryptogamie du Muséum national d'histoire naturelle. Revue de Mycologie 1 : 307-313, 4 fig.
- 1937. Florule Mycologique des Bois de la Grange et de l'Étoile, Discomycètes operculés. — Rev. de Myc., 2 : 150-162, 8 fig. et 197-222, 27 fig.
- 1939. Florule mycologique des Bois de la Grange et de l'Étoile, Discales inoperculés. — Rev. de Myc., 4 : 25-63, 29 fig. et 129-147, 9 fig. 
  - — Un Humaria nouveau et un Lamprospora nord-américain récoltés en France. — Rev. de Myc., 4 : 133-139, 4 fig.
  - — Quelques Galactinia de la Flore française (1re partie) — id : 169-186, 8 fig.
- 1940. Quelques Galactinia de la Flore française (2e partie) — id 5 : 102-112, 3 fig.   
  - — Larnprospora polytrichi Fr. ex Schum. — Bull. Soc. Myc. de Fr., 56 : 39-45, 2 fig.
  - — Une nouvelle Russule du groupe integra : Russula lutensis Romagn. et Le Gal, in H. Romagnesi, id. : 66-70, 1 fig. et pl. 13.
- 1941. Observations sur Sarcoscypha coccinea var. surana Boud. et sur Saccobolus citrinus Boud. et Torr. — Bull. Soc. Myc. de Fr. 57 : 50-55, 2 fig. 
  - Les Aleuria et les Galactinia — Rev. de Myc., 6 : 56-82, 4 fig.
- 1942. En visitant l'exposition... — id, 7 suppl. : 52-54. Mode de formation des ornementations sporales chez quelques Discomycètes operculés — C. R. Acad. Sc., 214 : 125-128.   
  - — Mode de formation des ornementations sporales chez les Ascobolus  id, 215 : 167-168.
- 1944. Trois espèces du genre Clitocybe — Rev. de Myc., 9 suppl. : 32-35.
- 1945. Quelques Galactinia de la flore française (3e partie) — id, 10 : 90-95, 3 fig.   
  - — L'Abbé Louis Grelet 1870-1945 -- id, 10 : 65-68.
  - — Contribution à l'étude des Ciliaria (1" série) — Bull. Soc. Myc. Fr., 61 : 47-52, 3 fig.
- 1946 Russula anatina Romagn.  — id : 62 Atlas pl. I.   
  - — Un pseudo-Discomycète : Leotia batailleana Bres.  Id, 62 : 50-58, 2 fig.
  - — Louis Grelet (l'Abbé) 1870-1945 — id, 62 : 103-107.
  - — Les Discomycètes suboperculés — id, 62 : 218-240, 9 fig.
  - — Contribution à l'étude des Ciliaria (2' série) — id, 62 : 241-245, 1 fig.
  - — Mode de déhiscence des asques chez les Cookeina et les Leotia et ses conséquences du point de vue phylogénétique — C. R. Acad. Sc., 222 : 755-757.

- 1947. Ornementations sporales des discomycètes operculés. Ann. des Sciences Naturelles Botanique 11 8: 89-297, 1 pl. 73 figs., réed. 225 p., 73 fig. , Masson, Paris [8]. 
  - — Mode de déhiscence des asques chez les Cookeina et les Leotia et ses conséquences du point de vue phylogénétique — C. R. Acad. Sc., 222 : 75
  - — Recherches sur les ornementations sporales des Discomycètes operculés (Thèse Fac. Sc. Univ. Paris, soutenue en 1944) — Ann. des Sc. Nat., Bot. 11° série : 73-297, 74 pl.
- 1948. Un bolet du groupe Purpureus : Boletus lupinus sensu Bresadola non Fries, nec auct. al. — Bull. Soc. Myc. de Fr., 64 : 203-208, pl. 2 et 3.
- 1949. Ascodesmis microscopica (P. Crouan & H. Crouan), Revue Mycol., Paris 14(2): 85. 
  - — Deux Discomycètes mal connus : Ascodesmis nigricans v. Tieghem et A. microscopica (Crouan) Le Gal. non seaver — Rev. de Myc., 14 : 85-99, 4 fig.
  - — Un Tricholome peu connu : Tricholoma elytroïdes Fries ex. Scop. (en coll. avec H. Romagnesi) - Bull. Soc. Myc. de Fr., 65 : 132-141, 2 fig.
- 1950. Observations sur « Boletus dupainii » Roud. Bon. Soc. Myc. de Fr., 66 : 96-100. Révision de la position taxonomique du genre Trichophaea Boud. et ses conséquences du point de vue phylogénétique. Congrès bot. intern. de Stockholm.
- 1951. « Observations sur Sarcosoma orientale Pat. et Sarcosoma rufum (Schw.) Rehm. », Bull. Soc. Mycol. Fr. 67: 101-106, 3 fig.   — Les Morilles et les Helvelles — Soc. des Sc. nat. du Maroc, 5 : 54-56.
- 1952. Quelques Discomycètes de Tunisie — Bull. Soc. Bot. Fr., 99 : 7-16, 3 fig.
- 1953. Les Discomycètes de Madagascar. Prodrome à une Flore Mycologique de Madagascar et Dépendances. 4. pp. 1-465, 172 fig., publié sous la direction du Professeur Roger Heim. Lab. Crypt. édit., Paris, vol. 41, 466 p., 172 pl.  
  - — Les Discomycètes de l'herbier Crouan, Rev. de Myc., 18 : 73- 132, 18 fig.
  - — Révision de la position taxonomique du genre Trichophaea Boud. et ses conséquences du point de vue phylogénétique,  Proceedings seventh Intern. Bot. Congress : 394-395, Uppsala.
- 1954. Rapport sur les propositions françaises concernant les règles de la nomenclature botanique, Bull. Soc. Myc. Fr., 70 Suppl. 
  - — Étude critique sur les Discomycètes récoltés en Suisse au cours de la session de 1953,  Bull. Soc. Myc. Fr., 70 : 185-218, 12 fig.
- 1955. Les champignons : ce qu'il faut en savoir pour éviter de s'empoisonner, Paris : J.-B. Baillière et fils, 1955
- 1956. Les champignons dans leur milieu naturel, Science et Nature, 17 : 3-11 , 16 pl., Contribution à l'étude des Mollisioidées. I. Note préliminaire : Les formes conidiennes, Rev. de Myc., 21 : 3-13, 5 fig. (en coll. avec Fr. Mangenot).
- 1957. Le genre Leucoscypha Boud. Bulletin du Jardin Botanique de L'État, Bruxelles 27: 719-728. 
  - — Promenades mycologiques. 1. B. Baillère et fils édit. Paris, 390 p., 1" édit.
  - — Arthur Anselm Pearson 1874-1954, Bull. Soc. Myc. Fr., 73 : 13-17.
  - — Clavaria epichnoa Fr., id, 73 : 361-362, I pl.
  - — Le genre Leucoscypha Botia, Bull. du jardin Bot. de l'État, Bruxelles, 27 : 719-728, fig. 71-74.
- 1958. Contribution à l'étude des Mollisioidées. II. (V' série), lieu. de Myc., 23 : 28-86, 24 fig., 6 pl. (en coll. avec Fr. Mangenot).  
  - — Petite promenade à travers le maquis de la Nomenclature,  id, 23 : 121-126.
  - — Le genre Melastiza Boud. Bull. de la Soc. Myc. de Fr., 74 : 149-154.
  - — Discomycètes du Maroc. I. Un Urnula nouveau : U. megalocrater Malençon et Le Gal sp. nov. : Étude de l'espèce suivie d'une révision des caractères des genres Urnula Fr. et Sarcosoma Casp.,  id, 74 : 155-177, 4 fig.
- 1959. Discomycètes du Congo belge d'après les récoltes de Madame Goossens-Fontana, Bulletin du Jardin botanique de l'État à Bruxelles,  Vol. 29, Fasc. 2 (Jun. 30, 1959), pp. 73-132 (60 pages). 
  - — Rapport général sur les travaux de la Commission de Nomenclature, suppl., id, 75 : 1-13.
  - — Discomycètes du Congo Belge d'après les récoltes de Madame Goosens-Fontana, Bull. du Jardin Botanique de l'État, Bruxelles, 29 : 73-132, fig. 4-22.
- 1960. Flore iconographique des champignons du Congo, Fasc. 9, Bruxelles : Ministère de l'agriculture, Jardin botanique de l'État, Discomycetes, mars 1960) : 167-184, pl. 29-31 Illustrée en couleurs par Mme M. Goosens-Fontana.
- 1966. Contribution à la connaissance du genre Scutellinia (Cooke) Lamb.  emend. (1ére étude).  Bulletin trimestriel de la Société mycologique de France 82: 301-334.
- 1967. Validation de plusieurs taxa. Bulletin trimestriel de la Société mycologique de France 83 (2): 356-358.
- 1972 [1971]. Contribution à la connaissance du genre Scutellinia (Cooke) Lamb., emend. Le Gal (3e étude). Bulletin trimestriel de la Société mycologique de France 87(3) : 433-440.

## Hommages et taxons éponymes

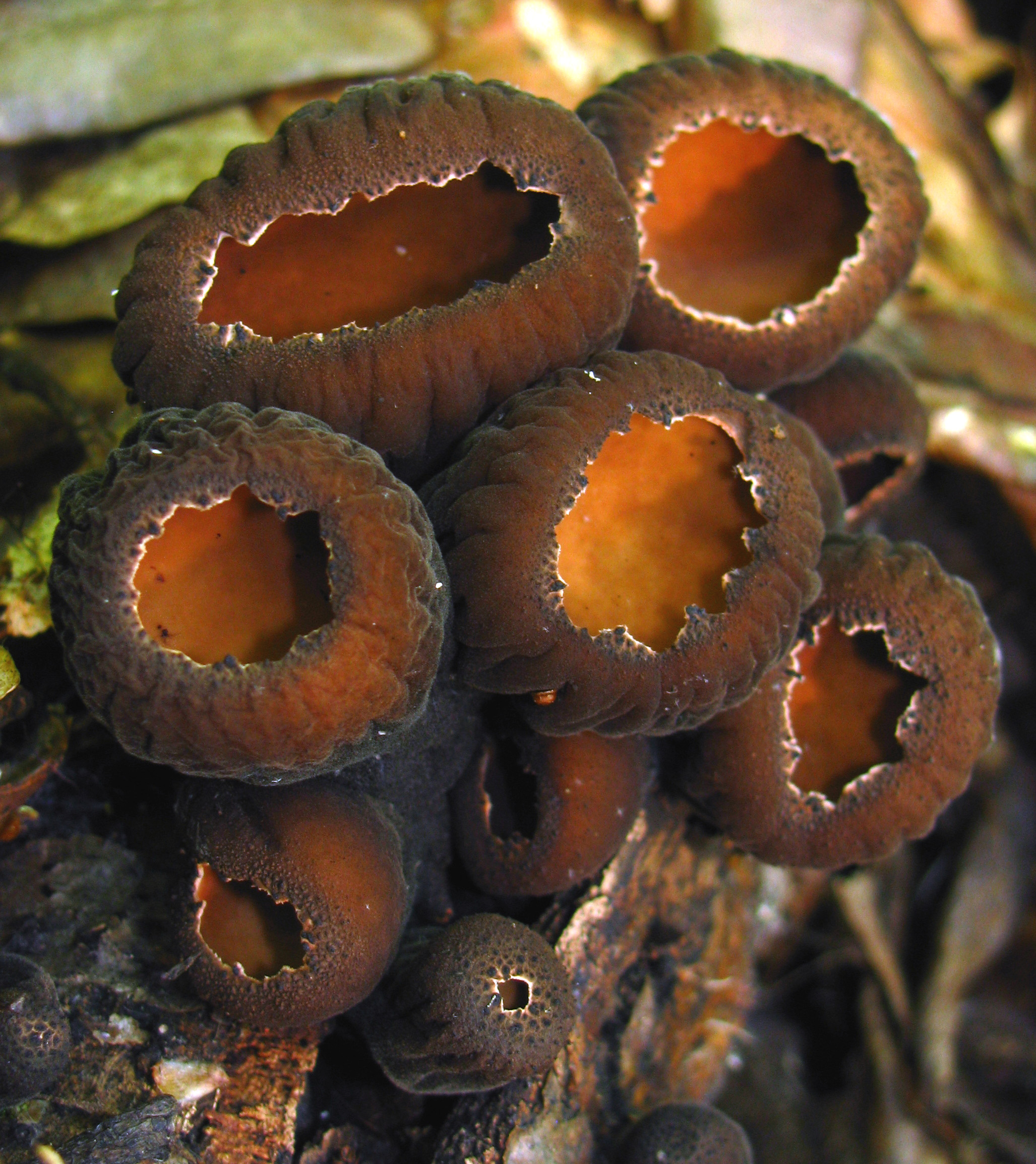
Galielle rousse (Galiella rufa).

Maître de recherches au Muséum National d'Histoire Naturelle. 
Ancienne présidente de la Société mycologique de France 1954-1960. 
Vice-présidente de la British Mycological Society en 1962. 
Lauréate de l'Institut. Prix Montagne. 
3 genres et 5 espèces lui ont été dédiés,: 
- Galiella  Nannf. & Korf , 1957 (Sarcosomataceae)
- Marcelleina  Brumm. , Korf & Rifai , 1967 (Pezizaceae)
- Legaliana Van Vooren, 2020 (Pezizaceae)
- Boletus legaliae  Pilát , 1968, aujourd'hui Rubroboletus le-galiae (Pilát ex Pilát & Dermek) Della Maggiora & Trassinelli (2015) (Boletaceae)
- Boletus purpureus var. legaliae Pilat  , 1959 (Boletaceae)
- Lachnum legaliae  W.Y. Zhuang & Zheng Wang , 1998 (Hyaloscyphaceae)
- Scutellinia legaliae  Lohmeyer & Häffner , 1983 (Pyronemataceae)